# Andy Weir
Andy Weir (n. Davis, California, Estados Unidos, 16 de junio de 1972) es un escritor de ciencia ficción e ingeniero informático estadounidense, conocido por ser el autor de la novela El marciano.

## Reseña biográfica

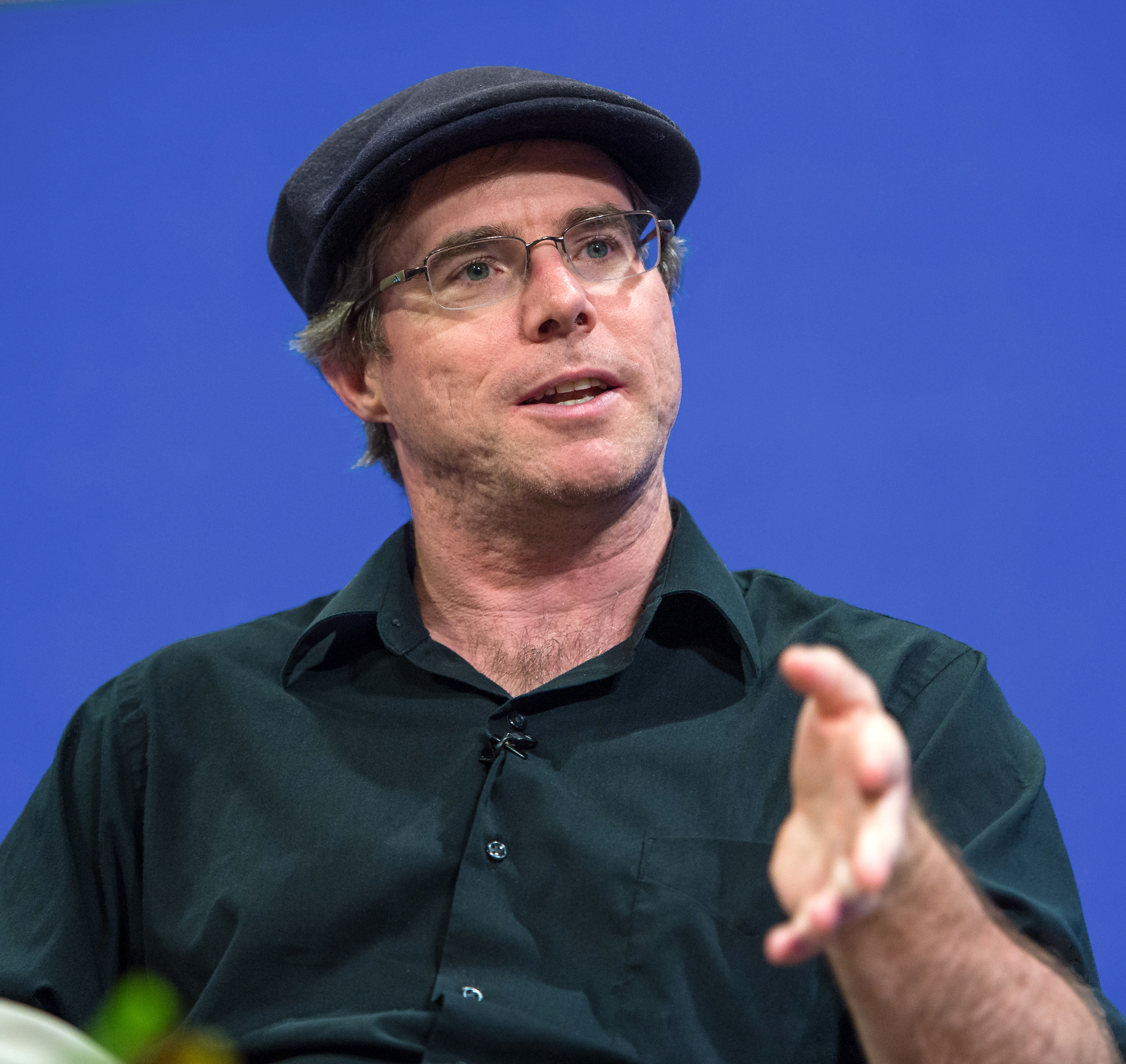
Weir en 2015.

### Nacimiento e infancia
Weir nació y se crio en California. A los 15 años comenzó a trabajar como programador de computadoras para el Laboratorio Nacional de Sandía, estudió Informática en la Universidad de California en San Diego y trabajó como programador para AOL y Blizzard, donde colaboró en Warcraft 2.

### Comienzos
Comenzó a escribir a los 20 años y publicó en su página web. Su primer trabajo destacado fue el cuento corto titulado El huevo adaptado para YouTube.

### Auge
Su primera novela, El marciano (The Martian), es una obra científicamente muy exacta sobre Marte. Se publicó inicialmente en su página web, luego en Amazon por 99 centavos, donde pasó a la lista de más vendidos, y finalmente fue editada por la editorial Crown en febrero de 2014, alcanzando el número 12 de la lista de best sellers del New York Times.
El 2 de octubre de 2015 fue estrenada su correspondiente adaptación cinematográfica en el mercado norteamericano, The Martian, dirigida por Ridley Scott y escrita por Drew Goddard.

## Obras

### Novelas
- El marciano (The Martian, 2011), publicada por Ediciones B en la colección Nova en 2014, ISBN 978-84-666-5505-7.
- Artemisa (Artemis, 2017),[6] publicada por Ediciones B en la colección Nova en 2017, ISBN 978-84-666-6227-7.
- Proyecto Hail Mary (Project Hail Mary, 2021), publicada por Ediciones B en la colección Nova en 2021, ISBN 978-0593135204.

### Cómics y novelas gráficas
- Érase una vez y otras mentiras (Cheshire Crossing, 2019), publicada por Montena en 2019, ISBN 978-03-995-8207-3.[7]

### Audio
- James Moriarty, Consulting Criminal (Audible Studios 2017)
- The Egg and Other Stories (Audible Studios 2017)

## Adaptaciones
- The Martian (Marte en España, Misión Rescate en Hispanoamérica; 2015), dirigida por Ridley Scott, escrita por Drew Goddard y protagonizada por Matt Damon, Jessica Chastain, Jeff Daniels, Michael Peña y Kristen Wiig.